# Hertha 03 Zehlendorf
Der Fußball-Club Hertha 03 Zehlendorf e. V. ist ein Fußballverein aus dem Berliner Ortsteil Zehlendorf. Die große Zeit des Vereins war Ende der 1960er Jahre, als die „kleine Hertha“ zweimal Meister der Regionalliga Berlin war und an der Aufstiegsrunde zur Bundesliga teilnahm. 1979 scheiterte der Verein knapp am Aufstieg in die 2. Bundesliga.
Der Verein umfasste 2006 11 Herren-, Senioren- und Freizeitmannschaften, 34 Jugendmannschaften sowie 2 Frauen- und 4 Mädchenteams. Die Elf der 1. Herren spielt seit der Saison 2024/25 in der viertklassigen Regionalliga Nordost und die der 1. Frauen in der Verbandsliga Berlin. Die 1. A-Junioren spielen 2014/15 in der U19-Regionalliga, die 1. B-Junioren in der U17-Regionalliga und die 1. C-Junioren in der U15-Regionalliga (Aufstieg 2017/2018).

## Geschichte
Der Verein wurde am 10. März 1903 als Tor- und Fußballclub Germania 03 Zehlendorf gegründet. Im Frühjahr 1909 nahm auch der FC Hertha 06 Zehlendorf den Spielbetrieb auf. 1911 fusionierten beide Vereine zum VfB Zehlendorf 03.
1912/1913 schlossen sich 38 Mitglieder des VfB dem BFC Hertha 1892 als Abteilung Zehlendorf an, die sich jedoch bereits 1914 wieder vom BFC löste und als F.C. Hertha 06 Zehlendorf wiedergründete. Dieser und der VfB Zehlendorf 03 fusionierten im Januar 1919 zum F.C. Hertha 03 Zehlendorf, der 1940 wiederum mit der Union 24 aus Lichterfelde fusionierte. Dieser Verein erhielt als „Zehlendorfer Ballspiel-Club (Z. B.C.) Hertha“ 1948 als erster Berliner Verein nach dem Zweiten Weltkrieg eine Wiederzulassungslizenz der US-Militärregierung.
Als Meister der Regionalliga Berlin nahm die Hertha 1969 und 1970 an der Aufstiegsrunde zur Bundesliga teil, wurde aber in der jeweiligen Fünfergruppe nur Vierter, bzw. Dritter. Stars der Mannschaft waren neben zahlreichen ehemaligen Bundesligaspielern von Hertha BSC der Ex-Nationalspieler Helmut Faeder, der zukünftige Nationalspieler Uwe „Funkturm“ Kliemann und Wolfgang Sühnholz, der zur Stammbesetzung der Meistermannschaft des FC Bayern von 1972 gehörte. 1970 wurden zudem die A-Junioren des Vereins Deutscher Meister ihrer Klasse.
Nach der Auflösung der Regionalligen 1974 qualifizierte sich die Hertha nicht für die damals noch in Nord- und Südstaffeln aufgeteilte 2. Bundesliga. Nach vier zehnten Plätzen wurde Hertha 03 Zehlendorf Meister der Oberliga Berlin 1978/79 und scheiterte anschließend in den Aufstiegsspielen zur 2. Bundesliga gegen OSC Bremerhaven nach Ergebnissen von 5:4 und 0:1 nur aufgrund der Auswärtstor-Regel. Bis 1990 wurde die Hertha noch viermal Zweiter der Oberliga. 1998 stieg der Verein in die Viertklassigkeit ab und stieg nach zwei Saisonen in der Oberliga Nordost/Nord in die fünftklassige Verbandsliga Berlin ab. Nach einer Exkursion in die sechstklassige Berlin-Liga stieg der Verein 2014 wieder in die fünftklassige Oberliga Nordost auf. 2024 gelang dem Verein als Meister der Nordstaffel der Oberliga Nordost nach mehr als einem Vierteljahrhundert die Rückkehr in die nunmehr viertklassige Regionalliga Nordost.
In der ewigen Tabelle der 1992 gegründeten Berlin-Liga belegt Hertha Zehlendorf den 9. Platz.

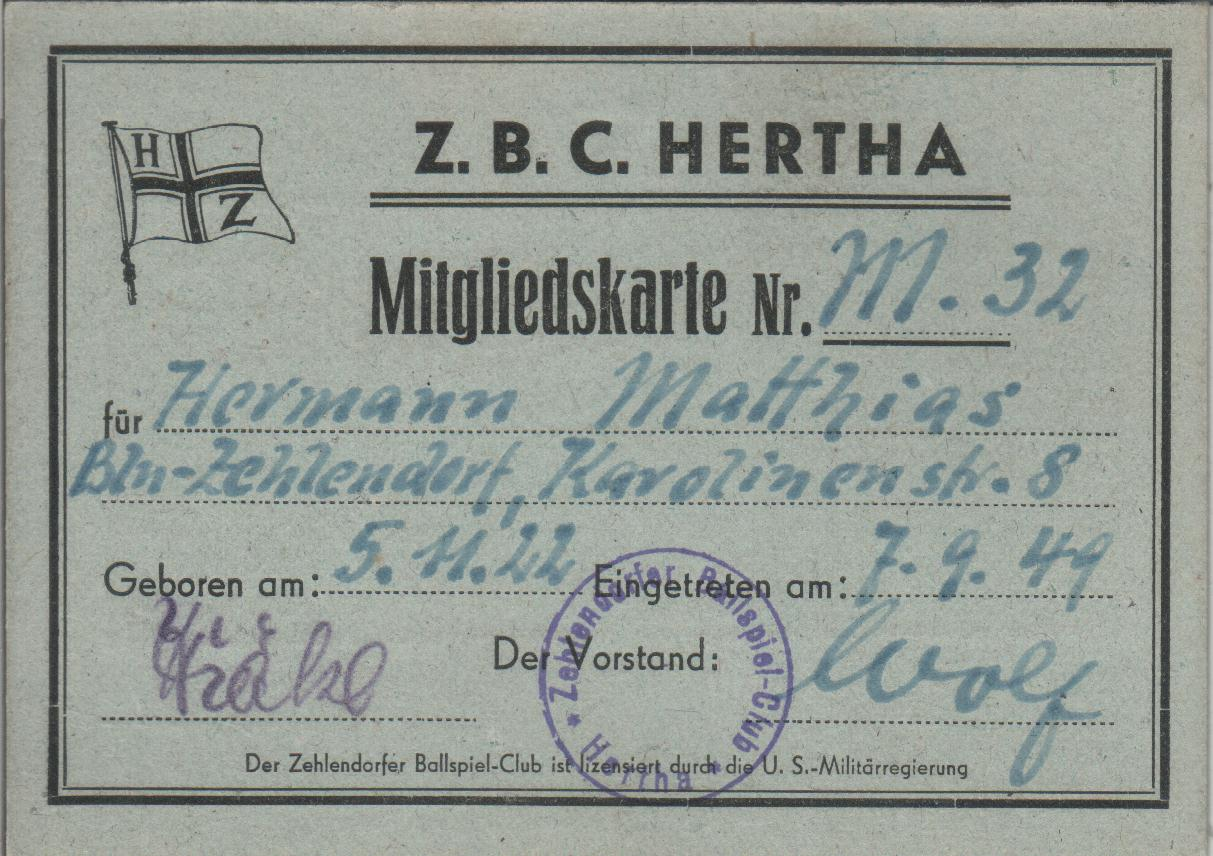
Mitgliedsausweis für ZBC Hertha aus dem Jahr 1949
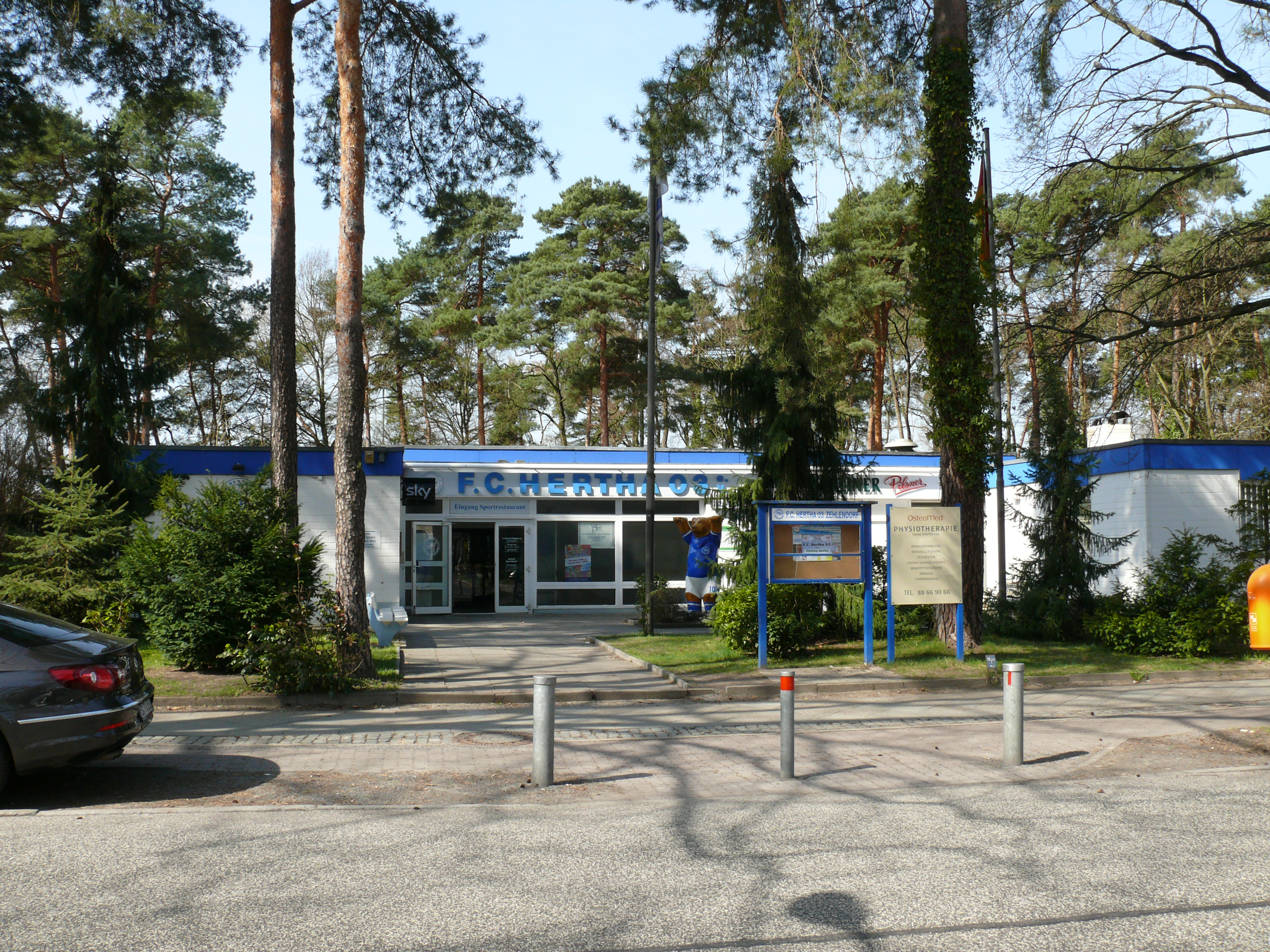
Geschäftsstelle von Hertha 03 Zehlendorf

## Statistik ab 1950
| Spielzeit | Liga (Klasse)            | Platz |
| --------- | ------------------------ | ----- |
| 1950/51   | Amateurliga Berlin (II)  | 04.   |
| 1951/52   | Amateurliga Berlin (II)  | 03.   |
| 1952/53   | Amateurliga Berlin (II)  | 01.   |
| 1953/54   | Vertragsliga Berlin (I)  | 11.   |
| 1954/55   | Amateurliga Berlin (II)  | 01.   |
| 1955/56   | Vertragsliga Berlin (I)  | 08.   |
| 1956/57   | Vertragsliga Berlin (I)  | 09.   |
| 1957/58   | Vertragsliga Berlin (I)  | 07.   |
| 1958/59   | Vertragsliga Berlin (I)  | 06.   |
| 1959/60   | Vertragsliga Berlin (I)  | 08.   |
| 1960/61   | Vertragsliga Berlin (I)  | 09.   |
| 1961/62   | Vertragsliga Berlin (I)  | 07.   |
| 1962/63   | Vertragsliga Berlin (I)  | 05.   |
| 1963/64   | Regionalliga Berlin (II) | 06.   |
| 1964/65   | Regionalliga Berlin (II) | 08.   |
| 1965/66   | Regionalliga Berlin (II) | 05.   |
| 1966/67   | Regionalliga Berlin (II) | 05.   |
| 1967/68   | Regionalliga Berlin (II) | 03.   |
| 1968/69   | Regionalliga Berlin (II) | 01.   |
| 1969/70   | Regionalliga Berlin (II) | 01.   |
| 1970/71   | Regionalliga Berlin (II) | 05.   |
| 1971/72   | Regionalliga Berlin (II) | 06.   |
| 1972/73   | Regionalliga Berlin (II) | 05.   |
| 1973/74   | Regionalliga Berlin (II) | 04.   |
| 1974/75   | Oberliga Berlin (III)    | 02.   |

| Spielzeit | Liga (Klasse)              | Platz |
| --------- | -------------------------- | ----- |
| 1975/76   | Oberliga Berlin (III)      | 10.   |
| 1976/77   | Oberliga Berlin (III)      | 05.   |
| 1977/78   | Oberliga Berlin (III)      | 07.   |
| 1978/79   | Oberliga Berlin (III)      | 01.   |
| 1979/80   | Oberliga Berlin (III)      | 05.   |
| 1980/81   | Oberliga Berlin (III)      | 04.   |
| 1981/82   | Oberliga Berlin (III)      | 02.   |
| 1982/83   | Oberliga Berlin (III)      | 02.   |
| 1983/84   | Oberliga Berlin (III)      | 05.   |
| 1984/85   | Oberliga Berlin (III)      | 04.   |
| 1985/86   | Oberliga Berlin (III)      | 03.   |
| 1986/87   | Oberliga Berlin (III)      | 04.   |
| 1987/88   | Oberliga Berlin (III)      | 08.   |
| 1988/89   | Oberliga Berlin (III)      | 02.   |
| 1989/90   | Oberliga Berlin (III)      | 02.   |
| 1990/91   | Oberliga Berlin (III)      | 03.   |
| 1991/92   | Oberliga Nordost (III)     | 10.   |
| 1992/93   | Oberliga Nordost (III)     | 05.   |
| 1993/94   | Oberliga Nordost (III)     | 06.   |
| 1994/95   | Regionalliga Nordost (III) | 10.   |
| 1995/96   | Regionalliga Nordost (III) | 12.   |
| 1996/97   | Regionalliga Nordost (III) | 15.   |
| 1997/98   | Regionalliga Nordost (III) | 15.   |
| 1998/99   | Oberliga Nordost (IV)      | 09.   |
| 1999/00   | Oberliga Nordost (IV)      | 14.   |

| Spielzeit | Liga (Klasse)             | Platz |
| --------- | ------------------------- | ----- |
| 2000/01   | Verbandsliga Berlin (V)   | 08.   |
| 2001/02   | Verbandsliga Berlin (V)   | 05.   |
| 2002/03   | Verbandsliga Berlin (V)   | 04.   |
| 2003/04   | Verbandsliga Berlin (V)   | 07.   |
| 2004/05   | Verbandsliga Berlin (V)   | 03.   |
| 2005/06   | Verbandsliga Berlin (V)   | 03.   |
| 2006/07   | Verbandsliga Berlin (V)   | 07.   |
| 2007/08   | Verbandsliga Berlin (V)   | 05.   |
| 2008/09   | Berlin-Liga (VI)          | 06.   |
| 2009/10   | Berlin-Liga (VI)          | 03.   |
| 2010/11   | Berlin-Liga (VI)          | 14.   |
| 2011/12   | Berlin-Liga (VI)          | 06.   |
| 2012/13   | Berlin-Liga (VI)          | 10.   |
| 2013/14   | Berlin-Liga (VI)          | 01.   |
| 2014/15   | Oberliga Nordost (V)      | 09.   |
| 2015/16   | Oberliga Nordost (V)      | 03.   |
| 2016/17   | Oberliga Nordost (V)      | 04.   |
| 2017/18   | Oberliga Nordost (V)      | 04.   |
| 2018/19   | Oberliga Nordost (V)      | 04.   |
| 2019/20   | Oberliga Nordost (V)      | 04. 1 |
| 2020/21   | Oberliga Nordost (V)      | 06. 1 |
| 2021/22   | Oberliga Nordost (V)      | 02. 1 |
| 2022/23   | Oberliga Nordost (V)      | 04.   |
| 2023/24   | Oberliga Nordost (V)      | 01.   |
| 2024/25   | Regionalliga Nordost (IV) | 12.   |

Grün unterlegte Platzierungen kennzeichnen einen Aufstieg. Rot unterlegte Platzierungen kennzeichnen einen Abstieg.

## Sportliche Erfolge und Auszeichnungen

### Sportliche Erfolge
- Oberliga Nordost (Staffel Nord)
  - Meister: 2024
  - Vize-Meister: 2022
  - Dritter: 2016
- Berliner Fußballmeisterschaft
  - Meister: 1969, 1970, 1979, 2014
  - Vize-Meister: 1982, 1983, 1989, 1990
  - Dritter: 1968, 1986, 1991, 2005, 2006, 2010
- Berliner Fußballpokal
  - Sieger:1977, 1982, 1989
  - Finalist: 1968, 1969, 1974, 1975, 1990, 1996
- Aufstiegsrunde zur 1. Bundesliga
  - 1969, 1970
- Aufstiegsrunde zur 2. Bundesliga
  - 1979
- Deutsche Amateurmeisterschaft
  - Halbfinale: 1982
- Deutscher Fußballpokal
  - 2. Runde: 1974/75, 1976/77

- 1969/70: Deutscher A-Juniorenmeister
- 1987/88: Deutscher B-Juniorenmeister
- 2009/10: Aufstieg in die A-Junioren Bundesliga
- Insgesamt wurden die Jugendmannschaften 130-mal Berliner Meister oder Pokalsieger in ihrer Altersgruppe (einschl. Saison 2012/13)[2]

### Auszeichnungen
- 1990: Der Verein wird für die beste Nachwuchsarbeit in der Stadt mit dem Grünen Band der Dresdner Bank ausgezeichnet
- 1998: Auszeichnung durch die Olympische Gesellschaft mit dem Fair-Play-Preis, der bisher noch keinem weiteren Fußballverein in der Bundesrepublik Deutschland verliehen wurde
- 2002: Erneute Auszeichnung durch die Dresdner Bank mit dem Grünen Band
- 24 Auszeichnungen mit dem Senatspokal für die beste Jugendarbeit durch den Berliner Fußball-Verband

## Kader der Saison 2024/25
(Stand: 11. April 2025)
| Nr.        | Nat.        | Spieler                       | Geboren       | Im Verein seit |
| ---------- | ----------- | ----------------------------- | ------------- | -------------- |
| Tor        |             |                               |               |                |
| 01         | Deutschland | Jasper Kühn                   | 21. März 2003 | 2022           |
| 25         | Deutschland | Nash-Daniel Amankona          | 16. Juli 2000 | 2023           |
| 27         | Deutschland | Elias Fürstenau               |               | 2023           |
| Abwehr     |             |                               |               |                |
| 02         | Deutschland | Bruno Ott                     | 17. Sep. 2001 | 2020           |
| 03         | Deutschland | Marc Enke                     | 3. Juni 2004  | 2023           |
| 04         | Deutschland | Jake Wilton                   | 5. März 1999  | 2024           |
| 05         | Deutschland | Sören Zeidler                 | 17. Juni 2000 | 2023           |
| 21         | Deutschland | Cenker Yoldas                 | 1. Feb. 2003  | 2022           |
| 24         | Deutschland | Mateo Kastrati                | 17. Aug. 2000 | 2024           |
|            | Deutschland | Elias Tamim                   | 23. Jan. 2001 | 2023           |
| Mittelfeld |             |                               |               |                |
| 06         | Deutschland | Gabriel Figurski Vieira       | 4. Jan. 2001  | 2024           |
| 09         | Deutschland | Jonas Burda                   | 16. Nov. 2003 | 2022           |
| 10         | Polen       | Daniel Krasucki               | 1. Juli 2003  | 2025           |
| 12         | Deutschland | Eric Stiller                  | 11. März 2002 | 2022           |
| 14         | Deutschland | Moritz Weber                  | 1. März 2006  | 2025           |
| 15         | Deutschland | Jonas Hartl                   | 4. Feb. 2005  | 2023           |
| 18         | Deutschland | Louis Wagner                  | 9. Sep. 2002  | 2024           |
| 20         | Deutschland | Sven Reimann                  | 17. Mai 1994  | 2023           |
| 23         | Seychellen  | Carl Hopprich                 | 7. März 1996  | 2015           |
| 30         | Deutschland | Valentin Henneke              | 14. Feb. 1997 | 2022           |
| Sturm      |             |                               |               |                |
| 07         | Madagaskar  | Kanto Fitiavana Voahariniaina | 28. Juli 1997 | 2025           |
| 08         | Deutschland | Marius Ihbe                   | 3. Apr. 2002  | 2023           |
| 11         | Portugal    | Bocar Baro                    | 25. Juni 1998 | 2025           |
| 16         | Deutschland | Leon Strana                   | 21. Okt. 2006 | 2025           |
| 17         | Deutschland | Patrick-Emmanuel Abé          | 13. Okt. 2005 | 2025           |
| 19         | Luxemburg   | Eric Preljevic                | 31. Juli 2004 | 2025           |

## Persönlichkeiten

### Trainer
- Gerhard Schulte (Trainer bei den Regionalligameisterschaften von 1969 und 1970)
- Wolfgang John (Trainer bei der Drittligameisterschaft 1979)
- Stefan Sprey (1986–1990)
- Peter Ränke (1992–1994)
- Gino Ferrin (1997)
- Thomas Herbst (1997–1999)
- Theo Gries (1999–2000)

### Spieler
- Osman Akyol
- Leon Balogun
- Karsten Bäron
- Inken Becher
- Fabian Bredlow
- Dieter Brefort
- John Anthony Brooks
- Paul Caligiuri
- Sofian Chahed
- Helmut Faeder
- Malik Fathi
- Marcus Feinbier
- Volkmar Groß
- Andaç Güleryüz
- Frank Hannemann
- Lennart Hartmann
- Oliver Herber
- Ariane Hingst
- Herbert Hochheim
- Jan Hochscheidt
- Robert Jüttner
- Ümit Karan
- Markus Kaya
- Jerome Kiesewetter
- Uwe Kliemann
- Niko Kovač
- Robert Kovač
- Pierre Littbarski
- Thorben Marx
- Shervin Radjabali-Fardi
- Carsten Ramelow
- Antonio Rüdiger
- Christian Sackewitz
- Sejad Salihović
- Dennis Srbeny
- Norbert Stolzenburg
- Wolfgang Sühnholz
- Eroll Zejnullahu
- Christian Ziege

### Sonstige
- Sebastian Braun, Sportsoziologe
- Otto Höhne und Klaus Gonsior, beide Träger des Bundesverdienstkreuzes, sind Ehrenpräsidenten des Vereins
- Manuel Gräfe, FIFA-Schiedsrichter
- Ulrich Pfisterer, Bundestrainer der Blindenfußballnationalmannschaft

### Frauenmannschaft
Die erste Frauenmannschaft von Hertha 03 Zehlendorf spielte ab 2013/14 hauptsächlich in der viertklassigen Berlin-Liga. 2022 gelang dem Team der Aufstieg in die drittklassige Regionalliga Nordost.
In Folge der Entscheidung des Berliner Vereins Hertha BSC, sich weiter im Frauenfußball zu engagieren, ging dieser eine Kooperation mit Hertha 03 ein. In diesem Zuge wurden zum 1. Juli 2023 alle Frauen- und Mädchenmannschaften an Hertha BSC abgegeben, einschließlich der seinerzeit in der Regionalliga spielenden Seniorinnen von Zehlendorf.